# John Corbett
John Joseph Corbett Junior (Wheeling, 9 mei 1961) is een Amerikaans acteur. Hij werd voor zijn bijrol als diskjockey Chris Stevens in de tragikomische serie Northern Exposure genomineerd voor zowel een Primetime Emmy Award (in 1992) als een Golden Globe (in 1993). Voor zijn rol als Sarah Jessica Parkers verloofde Aidan Shaw in de romantische komedieserie Sex and the City volgde in 2002 een tweede nominatie voor een Golden Globe. Corbett maakte in 1987 zijn film- en acteerdebuut met een klein rolletje in het misdaaddrama Someone to Watch Over Me.
Corbett speelt inhoudelijk van elkaar verschillende rollen. Zo speelde hij in de romantische filmkomedie My Big Fat Greek Wedding een bruidegom die met een vrouw trouwt uit een nogal traditionele Griekse familie, in de misdaadfilm Street Kings een agent die lak heeft aan de regels en in de tragikomedie Raising Helen dan weer een pastoor. Wel speelt hij regelmatig mannelijke lust/liefdesobjecten.
Hij woont samen met de actrice Bo Derek.

## Filmografie
*Exclusief 15+ televisiefilms
| - 47 Meters Down: Uncaged (2019) - The Boy Next Door (2015) - The Lookalike (2014) - Ramona and Beezus (2010) - Sex and the City 2 (2010) - I Hate Valentine's Day (2009) - Baby on Board (2008) - The Burning Plain (2008) - Street Kings (2008) - The Messengers (2007) - Dreamland (2006) - Bigger Than the Sky (2005) - Raise Your Voice (2004) - Elvis Has Left the Building (2004) | - Raising Helen (2004) - My Dinner with Jimi (2003) - My Big Fat Greek Wedding (2002) - Prancer Returns (2001) - Serendipity (2001) - Desperate But Not Serious (2000) - Dinner Rush (2000) - Volcano (1997) - Wedding Bell Blues (1996) - Tombstone (1993) - Flight of the Intruder (1991) - Someone to Watch Over Me (1987) |

## Televisieseries
*Exclusief eenmalige gastrollen
- Parenthood - Seth Holt (2011-2015)
- NCIS: Los Angeles - Roy Haines (2013, twee afleveringen)
- United States of Tara - Max (2009-2011, 36 afleveringen)
- Lucky - Michael 'Lucky' Linkletter (2003, dertien afleveringen)
- Sex and the City - Aidan Shaw (2000-2003, 22 afleveringen)
- Love Chronicles - Gastheer (2000, zes afleveringen)
- To Serve and Protect - Brad (1999, twee afleveringen - miniserie)
- The Visitor - Adam MacArthur (1997-1998, dertien afleveringen)
- Northern Exposure - Chris Stevens (1990-1995, 110 afleveringen)